# Horgen
Horgen es un municipio del cantón de Zúrich (Suiza), capital del distrito de Horgen. Se encuentra a unos 15 km de la capital del cantón, la ciudad de Zúrich. Es uno de los municipios más grandes del lado izquierdo oeste del lago de Zúrich. Horgen se considera parte de la aglomeración de Zúrich. Tiene una buena infraestructura de transportes y atracciones para visitantes, incluyendo sitios de interés natural como la ribera del lago de Zúrich, el bosque de Sihlwald, los prados y estanque de Horgenberg, así como un casco antiguo con edificios históricos, el museo de la ciudad, una antigua mina visitable, varios hoteles y restaurantes. Sus habitantes de hacen llamar Hogner en alemán. A Horgen le pertenece el Horgenberg (montaña de Horgen), la estación de Sihlbrugg y el Sihlwald (bosque del Sihl).

## Geografía

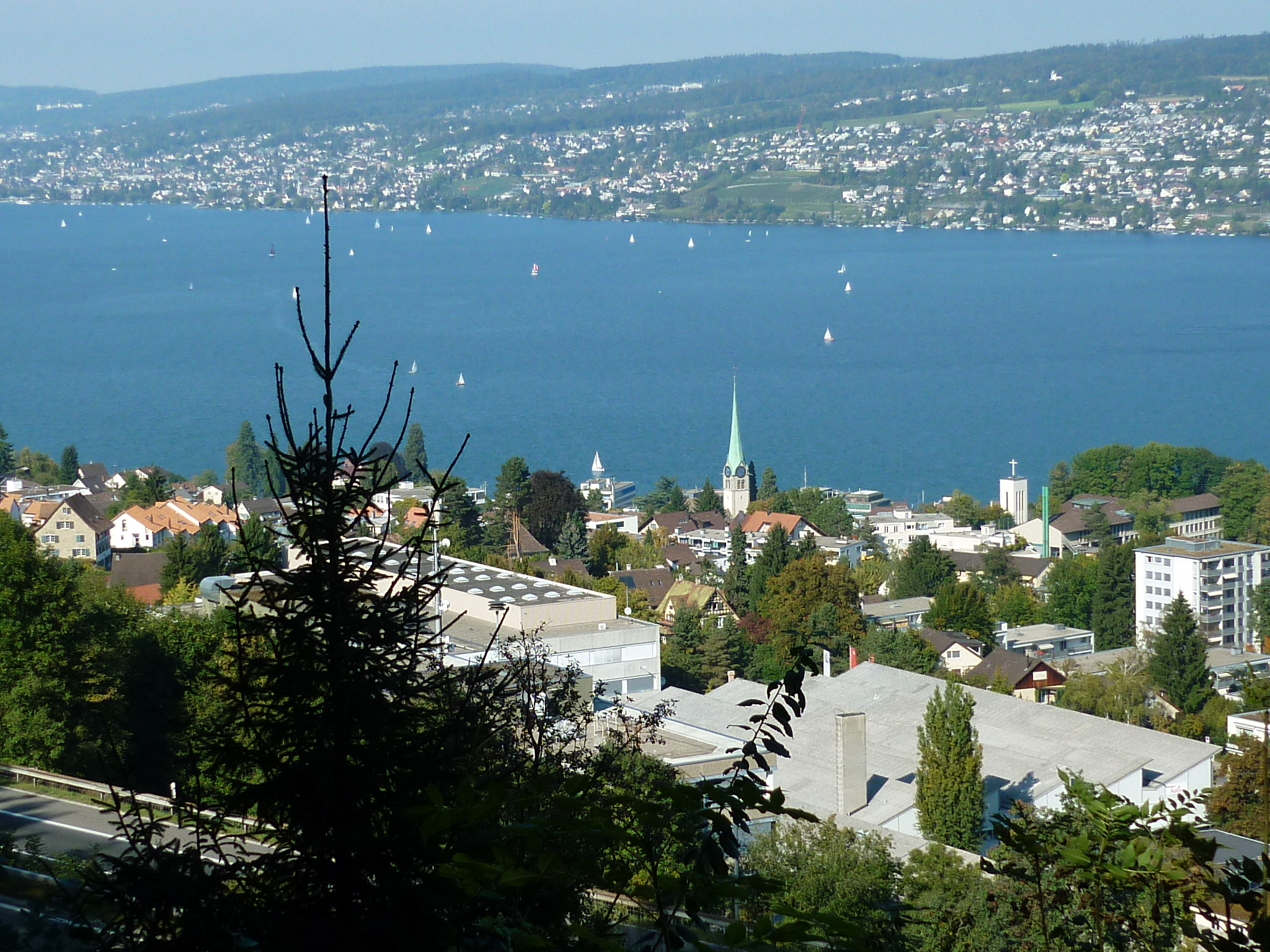
Horgen, vista general hacia el lago de Zúrich

Horgen se encuentra al suroeste del cantón de Zúrich, siendo capital del distrito homónimo del que constituye la ciudad más grande con sus 21 km² de superficie. Se extiende desde la ribera izquierda del lago de Zúrich hasta la cumbre de la sierra del Albis, incluyendo parcialmente las laderas de las colinas del Zimmerberg y el valle del río Sihl.
La mayor extensión de Horgen la constituye el bosque, que cubre un 50 % de su superficie. Otro 27.8 % es superficie agraria, un 12.5 % se encuentra edificado, un 7.9 % contiene infraestructuras y un 1.9 % de la superficie es improductiva. 
Un 1.6 % adicional está formado por acuíferos: el río Sihl cruza el municipio a lo largo de 6 km, y la ribera del lago se extiende unos 4 km de longitud en el término municipal de Horgen. 
En la colina del Horgenberg se encuentra el estanque Bergweiher de 4.2 ha.

### Barrios
En el municipio se encuentran los siguientes barrios:

#### Dorf

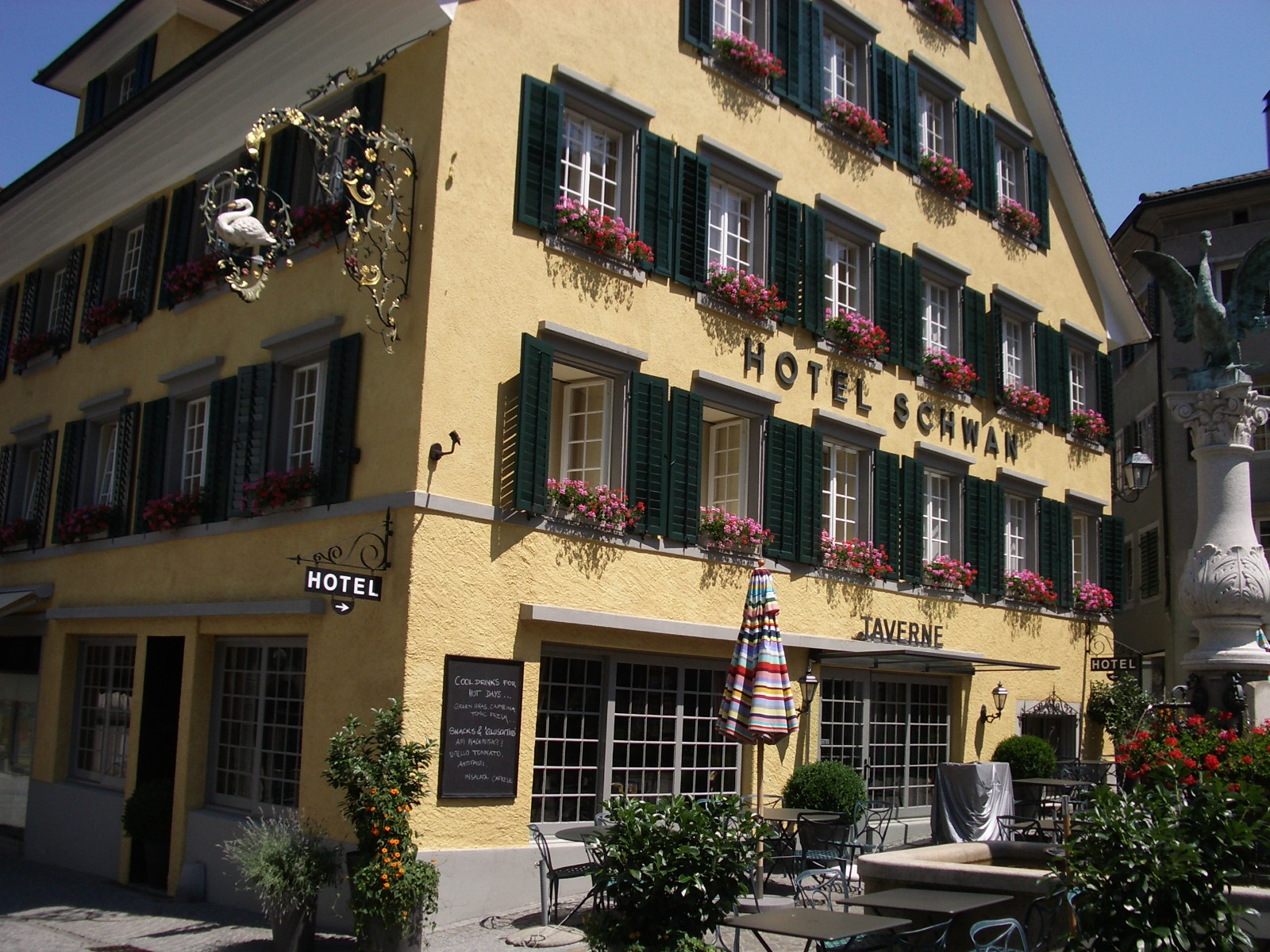
Hotel en el centro histórico de la ciudad

Dorf es el barrio centro de la ciudad. Posee un casco histórico con encanto, formado por un pequeño entramado de calles, callejones parcialmente peatonales, la iglesia protestante y varios edificios de arquitectura histórica.  
Este núcleo antiguo se encuentra rodeado por edificaciones más modernas donde se desarrollan actividades comerciales, culturales, de ocio y administrativas. Entre ellos cabe citar el centro comercial Schinzenhof, la plaza central Dorfplatz, los edificios oficiales del ayuntamiento y el gobierno del distrito, así como la principal estación de tren del municipio 'Horgen-Bahnhof', con conexión directa al aeropuerto de Zúrich, y la estación de autobuses locales y regionales que conectan los diversos barrios y algunos de los municipios adyacentes. En este barrio se encuentran también varias instituciones educativas, la biblioteca municipal, dos hoteles y varios restaurantes. 
El antiguo almacén "Sust" junto al lago acoge el museo de la ciudad. 

#### Arn
Barrio situado en el extremo sur de la ciudad. Adquirió notoriedad en la guerra de Bocken (1804), que toma el nombre del caserío Bocken donde se desarrollaron parte de los hechos, cuando Horgen y otras poblaciones insurgentes contra las exigencias impuestas por la ciudad de Zúrich, en aquella época bajo el Acta de Mediación de Napoleón Bonaparte, lucharon bajo liderazgo de Hans Jakob Willi, natural de Horgen, zapatero y exmercenario suizo al servicio de Francia y España. Willi fue capturado y ejecutado en 1804 en Zúrich. 
'Somos suizos libres y totalmente igualitarios. Para nosotros, un gobierno que no quiere escuchar a su pueblo es un gobierno tiránico".
- Hans Jakob Willi

#### Horgenberg
Barrio situado al oeste de la ciudad, situado en una planicie sobre una colina, con un paisaje formado por prados, bosque y caseríos dispersos dedicados principalmente a la agricultura y ganadería. Algunos de los caseríos y casonas notables son Wührenbach, Moorschwand, Chlausen, Widenbach y Tableten, entre otros. Horgenberg es un área natural recreativa muy apreciada por locales y visitantes, especialmente en su zona boscosa y los alrededores del estanque Bergweiher.

#### Käpfnach
Barrio situado en el sureste de la ciudad, mayoritariamente residencial y cruzado por el río Aabach, que forma un pequeño delta en su desembocadura en el lago de Zúrich. Contiene una mina de lignito y marga, cuya explotación se encuentra documentada desde el siglo XVI. La explotación minera se cerró en los años 40 del pasado siglo, abriéndose posteriormente un pequeño museo y una línea ferroviaria con vagones mineros para visitantes, de unos 1,4 km de longitud.

#### Oberdorf
Este barrio se desarrolló alrededor de la plaza de Bergli y su manantial, inicialmente por la construcción de la línea de tren Zúrich-Zug y la estación de Horgen-Oberdorf en 1897, así como por el establecimiento de varias industrias desde el siglo XIX hasta finales del XX, con gran crecimiento en los años 60 del pasado siglo.

#### Sihlbrugg Station
Pequeña estación de tren entre dos túneles, cercana por carretera a la rotonda de Sihlbrugg, donde se emplazan varios restaurantes y comercios. 

#### Sihlwald
Zona forestal situada entre la vertiente oeste de las colinas Zimmerberg y las cumbres de la sierra del Albis. El bosque está constituido mayoritariamente por haya (39 %), abeto rojo (25 %) y especies nativas como el abeto blanco, fresno, tejo negro, pino bermejo, arce sicómoro y olmo de monte. Catalogada por la confederación como área natural protegida, se encuentra en gran parte bajo jurisdicción de la ciudad de Zúrich. En Sihlwald se encuentran una gran variedad de rutas de montaña y zonas de ocio y actividades naturalistas gestionadas por la fundación 'Wildnispark Zurich'. Junto a los bosques adyacentes, este conjunto de área boscosa es el territorio forestal más extenso de todo el altiplano suizo conocido como 'Mitelland'. 

#### Tannenbach
Barrio situado al norte de la ciudad que toma el nombre del río Tannenbach, cuyo trazado dibuja la frontera con el municipio adyacente de Oberrieden. Hasta hace unos 100 años, esta era un área cubierta de viñas. Actualmente la mayor parte de las construcciones son residenciales, con una escuela, una iglesia y varios centros de atención sanitaria y de cuidados: el hospital 'Seespital', la residencia de ancianos 'Tertianum' y el asilo de la fundación Amalia Widmer. La única industria del barrio, una papelera, ha sido transformada en área residencial donde aún se conserva la alta chimenea industrial junto al lago.

#### Waldegg
En los años 70 se levantó este barrio en los terrenos de una antigua granja, donde se construyó una planta incineradora, viviendas, una escuela, un centro comercial e instalaciones deportivas.

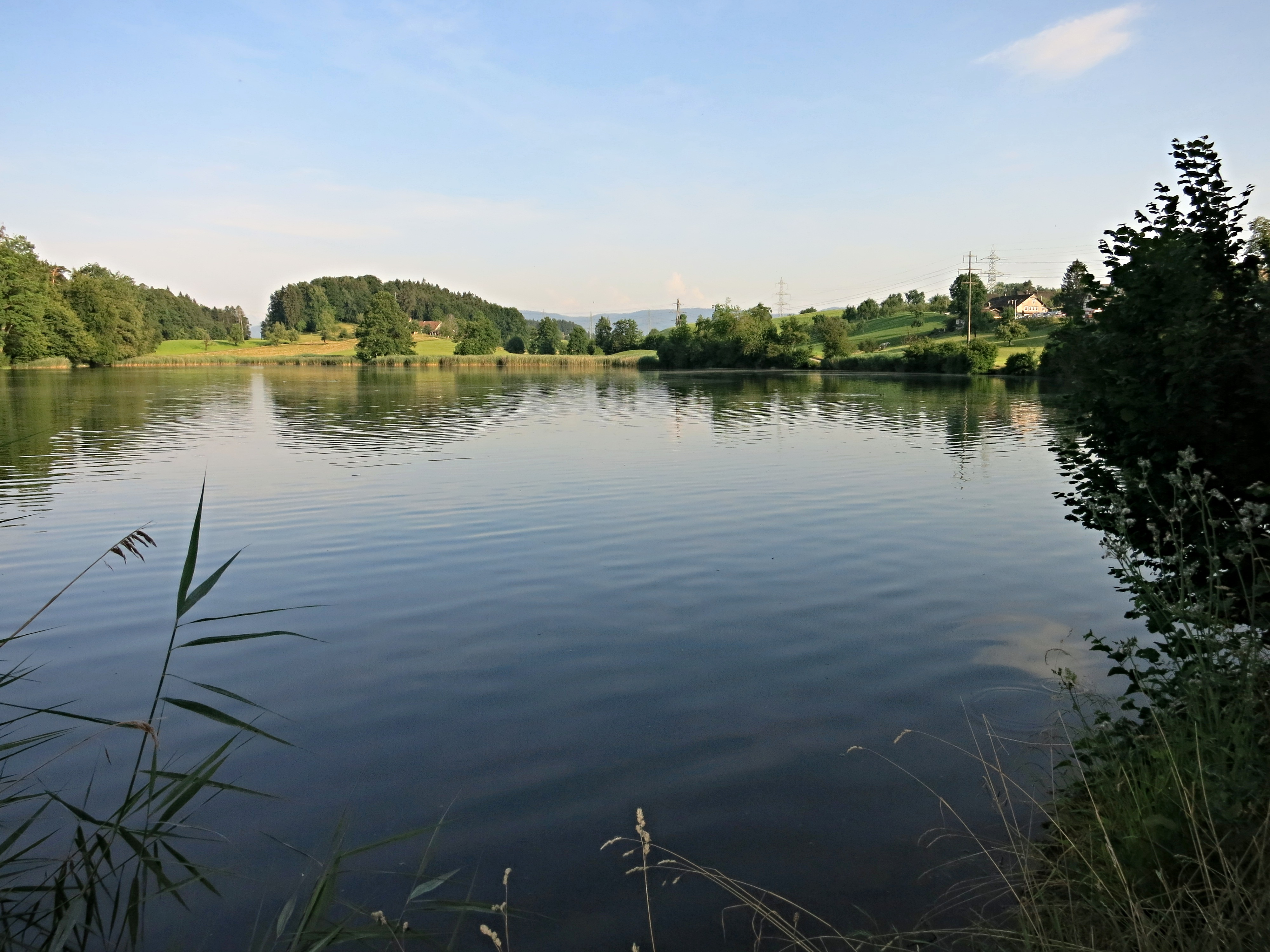
Estanque Bergweiher en Horgenberg
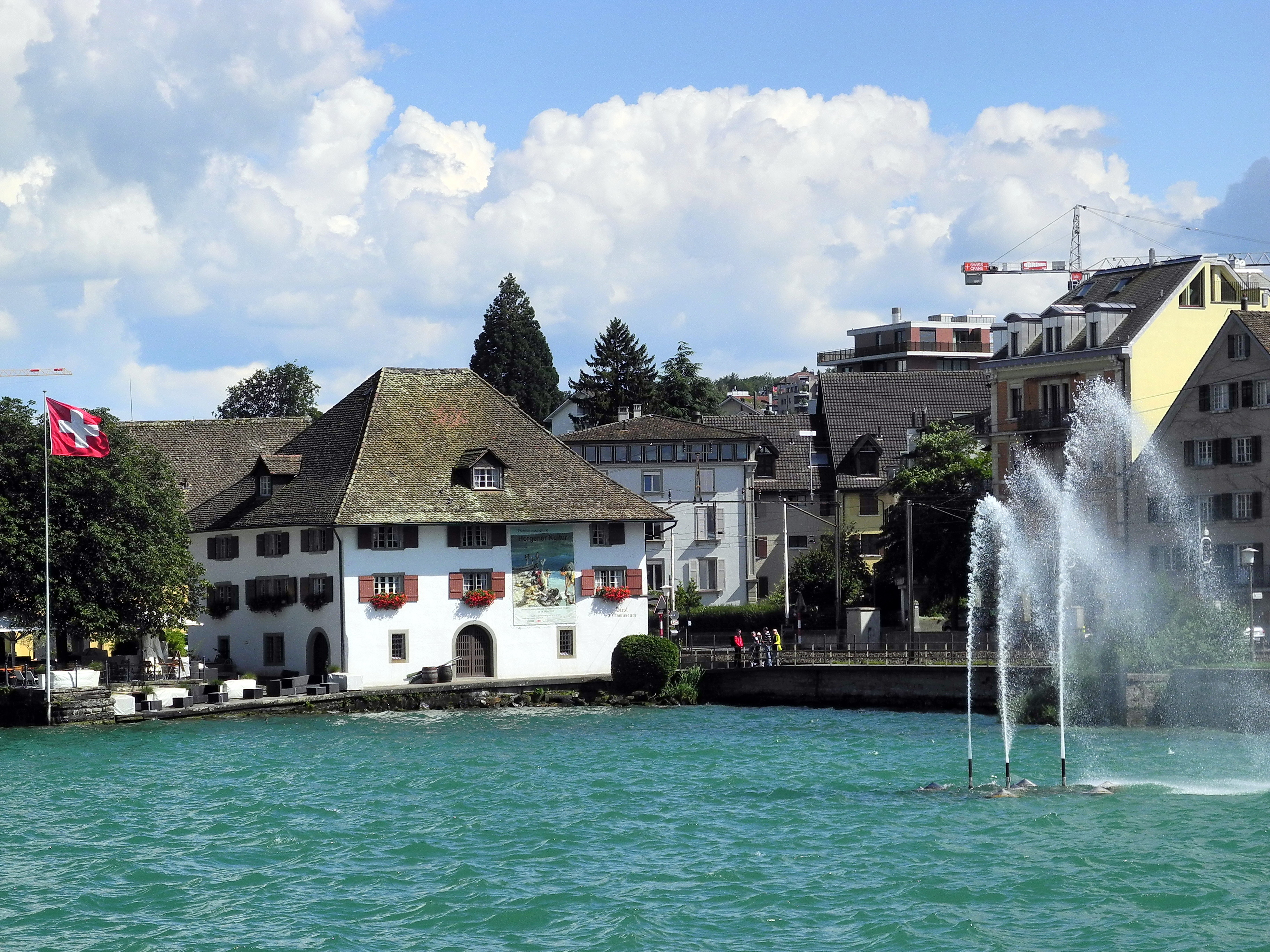
Museo de la ciudad 'Sust'
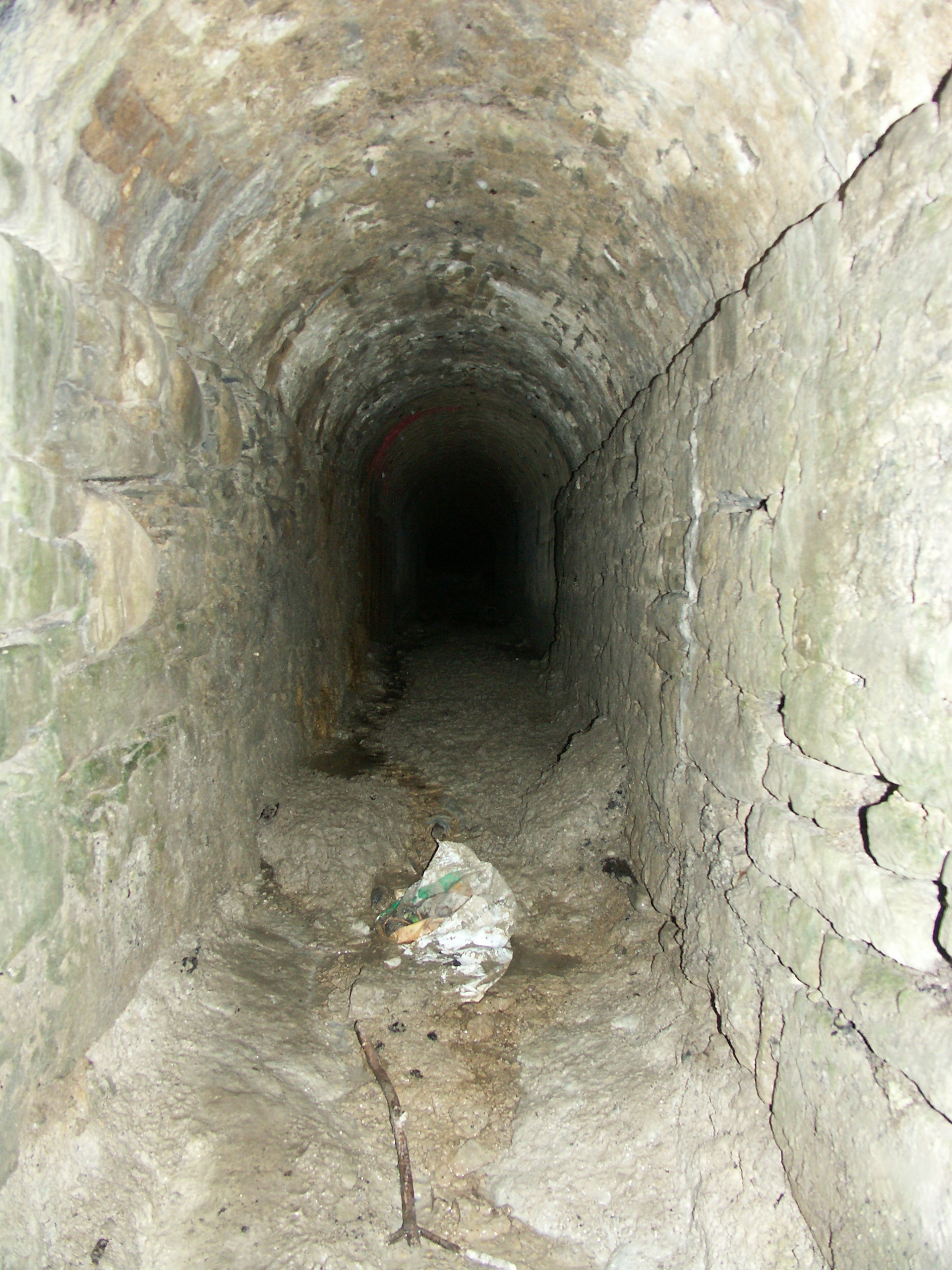
Galeria de la antigua mina de carbón de Käpfnach
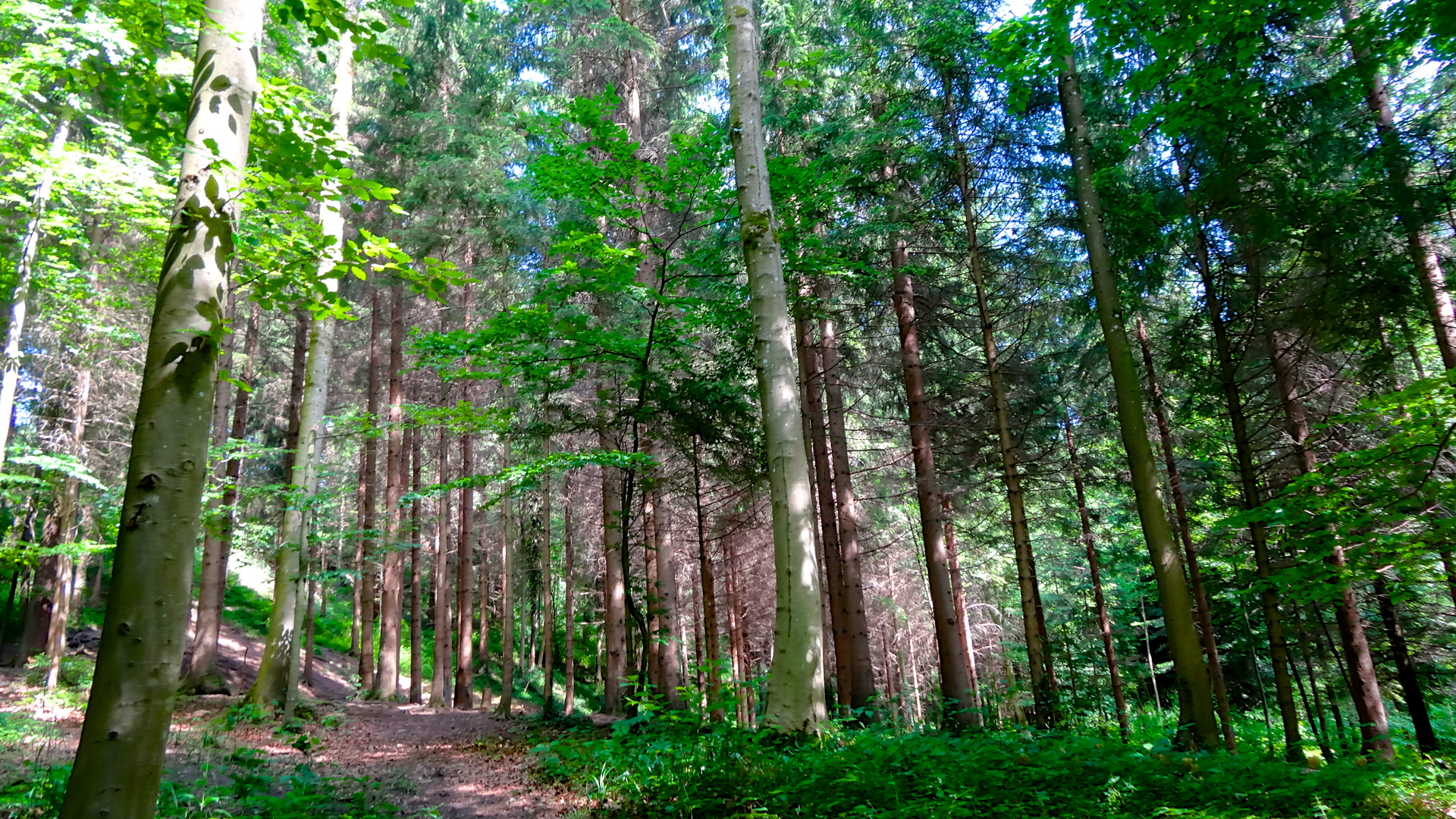
Bosque de Sihlwald, área protegida nacional
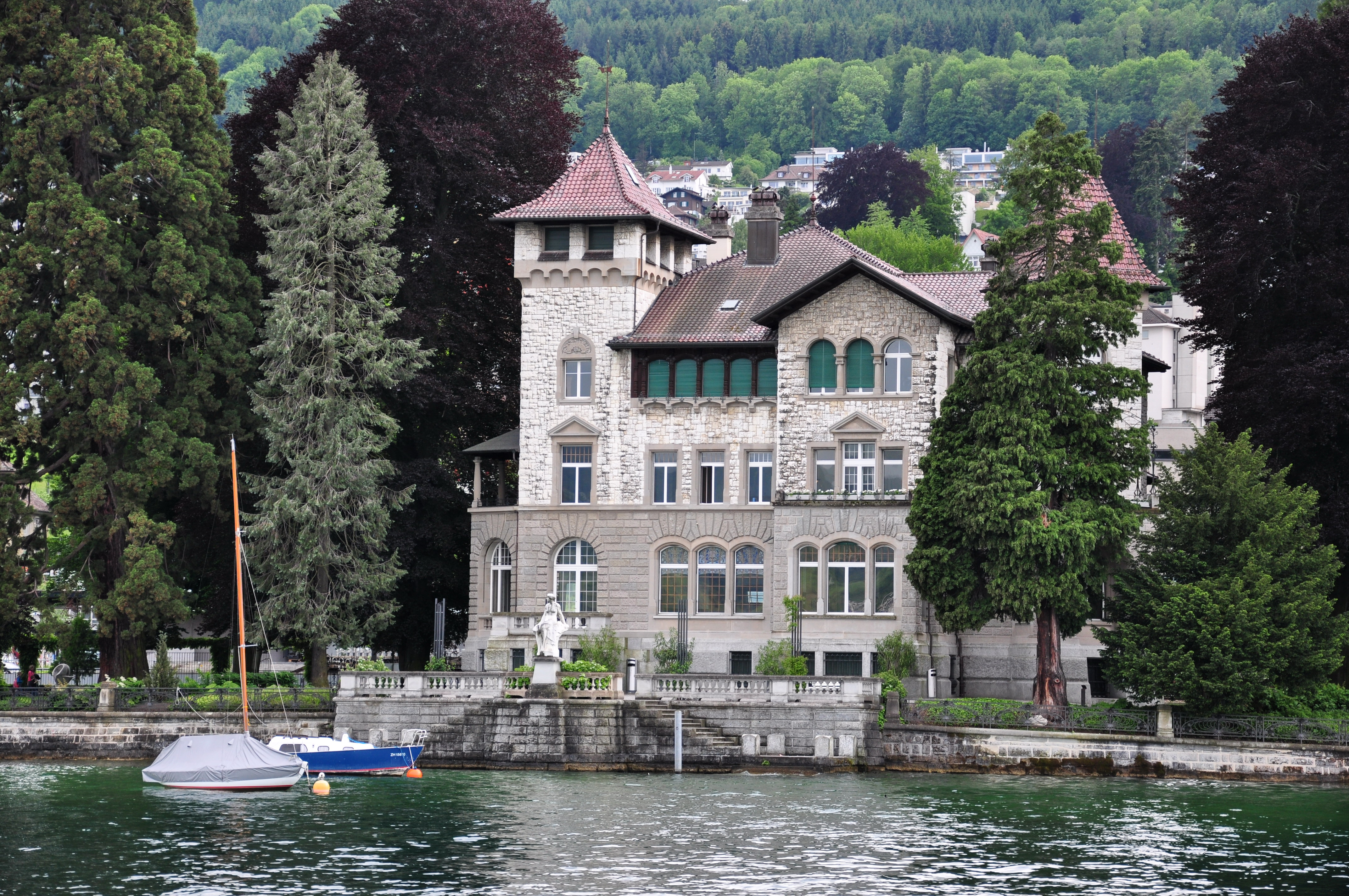
Centro cultural Villa Seerose
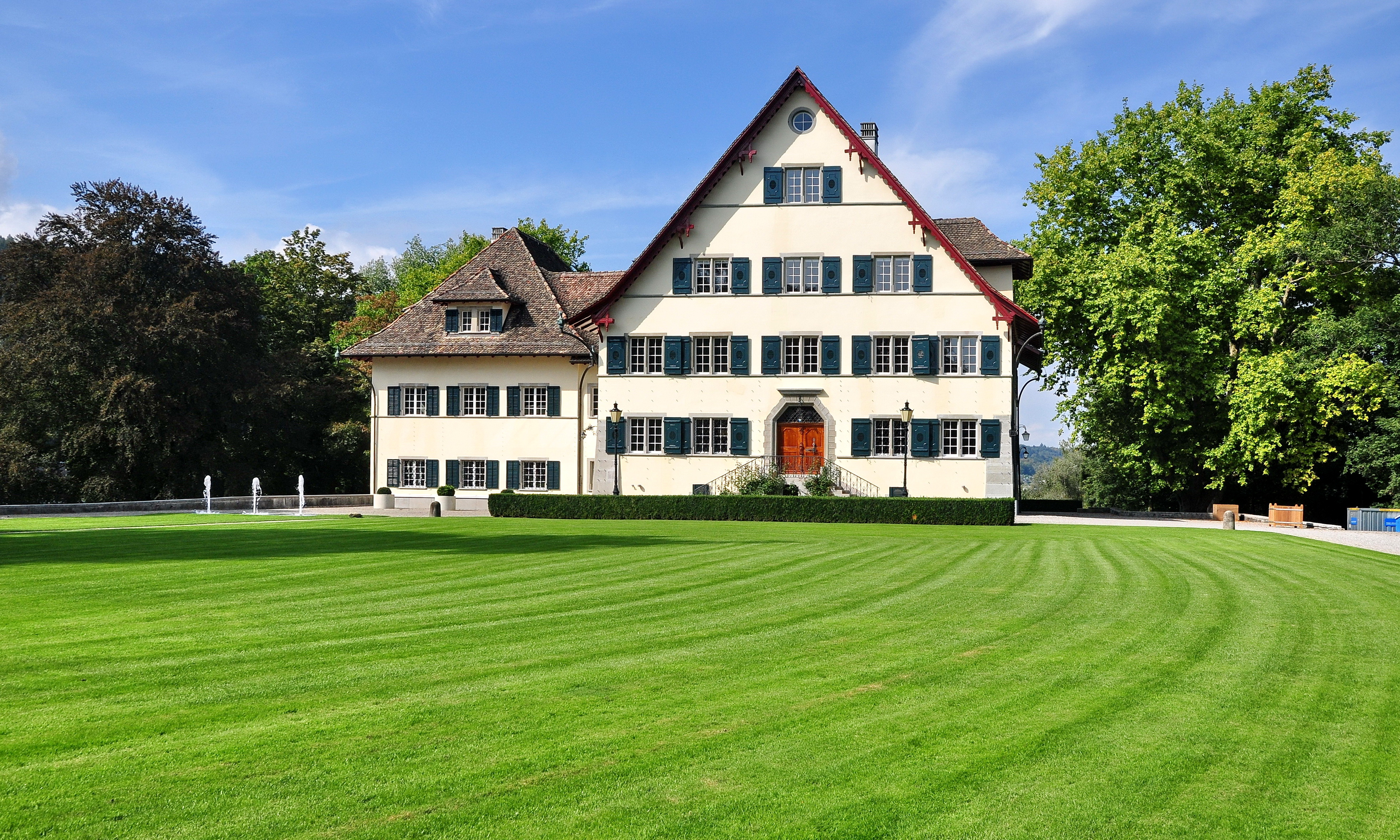
Caserío Bocken, edificio histórico
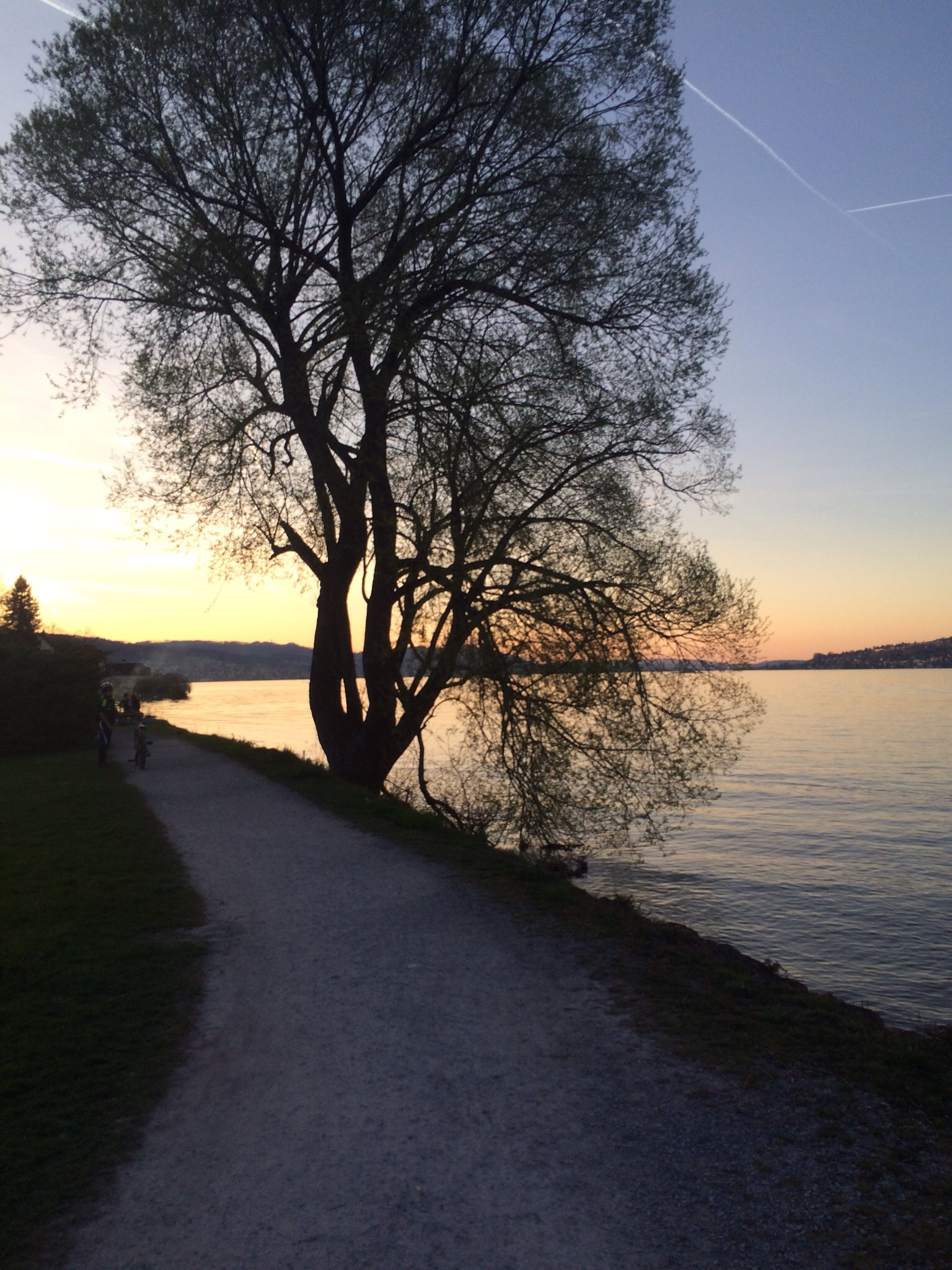
Paseo en la ribera del llago

### Municipios limítrofes
Desde la independencia en 1773 de los municipios de Hirzel y Oberrieden, estos dos, junto con Wädenswil, Langnau am Albis, Hausen am Albis y Thalwil son los municipios adyacentes a Horgen.
El 25 de septiembre de 2016 se vota la iniciativa de reunir los municipios de Hirzel y Horgen con un voto favorable del 79 % en Hirzel y del 59 % en Horgen. De esta forma, Hirzel retorna al municipio al que perteneció antes de que tanto él como Oberrieden se independizasen en el siglo XVIII. Hirzel se encuentra incorporado al municipio de Horgen desde el 1 de enero de 2018.

## Historia

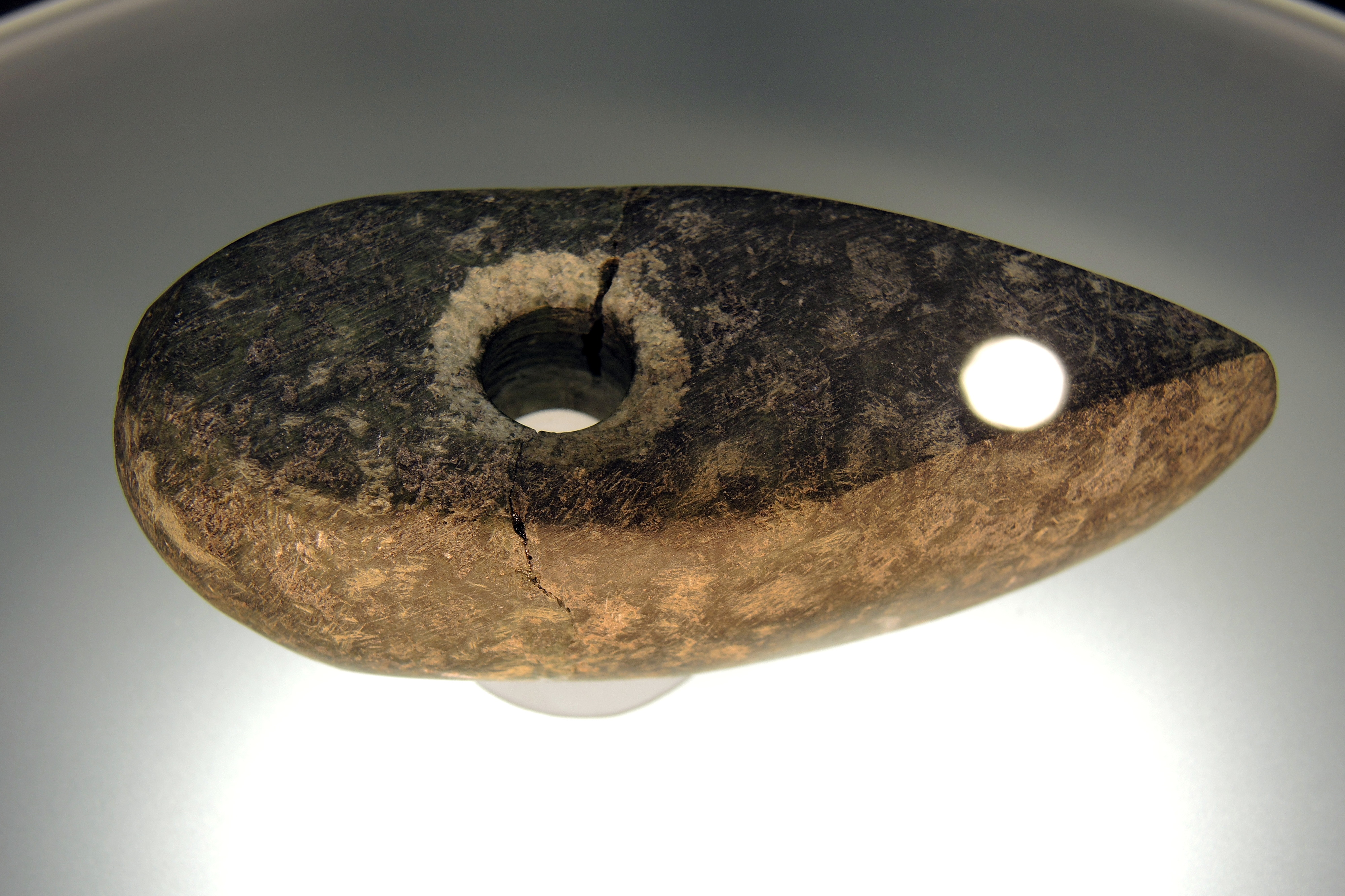
Hacha de la cultura Horgener.

Horgen en el con Zúrich al fondo.

Los restos más antiguos descubiertos hasta el momento en la ciudad corresponden a helechos y huesos de mastodonte encontrados en la mina de carbón de Käpfnach. Los primeros asentamientos humanos datan de la cultura Pfyn, iniciada hacia el 3900 AC, siendo Horgen un sitio arqueológico representativo de una de las culturas del neolítico mediano suizo, llamada según la ciudad y en alemán "Horgener Kultur", datada del 3500 AC hasta el 2850 AC.
Se han encontrado dos cementerios femeninos celtas del siglo II en Thalacker, cerca de la actual estación del ferry, así como cementerios alamanes construidos durante las invasiones bárbaras del siglo VII cerca de la capilla de Stockerstrasse.
La primera referencia escrita al nombre de la ciudad corresponde a "Horga" en los documentos por los que el rey Otón I del Sacro Imperio Romano Germánico concedía en el año 952 grandes extensiones de terreno local a la abadía de Fraumünster en Zúrich.
Durante la Edad Media Horgen vivió un importante crecimiento económico como estación de paso de la ruta comercial que conectaba mediante mulas, carros y pequeñas embarcaciones lacustres las tierras del norte en la actual Alemania hasta Zúrich y Horgen, continuando travesía a través de los Alpes hasta Milán y la cuenca mediterránea.
Entre los siglos XV y XVII Horgen fue enclave táctico en varios enfrentamiento bélicos, entre ellos la Antigua Guerra de Zúrich, la Reforma Protestante de Huldrych Zwingli y la Contrarreforma, donde Horgen actuó como avanzadilla militar contra los cantones católicos del interior.
Las revueltas napoleónicas, la creación y disolución de la República Helvética y las controversias sobre el Acta de Mediación en 1803, según la cual Napoleón Bonaparte establecía la Confederación Helvética napoleónica como estado vasallo de Francia, culminan en Horgen con la guerra de Bocken en 1804, donde tropas de la ciudad de Zúrich lucharon contra la población insurgente de Horgen y otras poblaciones del lado izquierdo del lago. Tras un periodo de restauración, donde se cancelan los cambios introducidos por el Acta de Mediación napoleónica, se da paso al movimiento liberalista a partir del cual Suiza de establece como estado de derecho con soberanía popular. En 1831 se constituyen los fundamentos del actual Distrito de Horgen y se da su capitalidad al municipio de Horgen.

## Demografía
Horgen tenía 20207 habitantes a 31 de diciembre de 2016. Con datos de ese año:
- Un 20.7% de la población corresponde a jóvenes menores de 19 años, mientras que un 18.7% son personas mayores de 64 años. La media de edad de los habitantes de Horgen (a 31 de diciembre) es de 42,3 años.
- Un 30.6% de los habitantes son extranjeros: el tejido multicultural de Horgen se ha visto progresivamente estimulado desde la revolución industrial en el siglo XIX, cuando Horgen adquirió notoriedad por su industria textil, así como más tarde, desde los años 60-70 del siglo XX, por la creciente presencia de compañías con negocios internacionales tanto en Horgen como en poblaciones cercanas.
- 5543 habitantes se declaran Protestantes Reformista mientras que 5842 se declaran Católicos, correspondiendo aproximadamente a un 27,5% y un 29% del total de población respectivamente. El resto de ciudadanos se declaran pertenecientes a otras religiones o sin religión. La iglesia protestante se construyó en 1782. La iglesia católica de San José es de los años 1933-34. Existen también en el municipio una iglesia evangélica metodista, una misión católica italiana y una iglesia neoapostólica.
- El índice de paro en personas de edad laboral (15-64 años) asciende al 3%.
La lengua vehicular y oficial del municipio es el alemán, hablado por un 80% de la población como primer idioma, seguido del italiano con un 6% de hablantes. El 14% restante se divide entre hablantes de otras lenguas.
El último dato de población disponible indica 22860 habitantes a 31 de diciembre de 2018.

## Economía

### Agricultura y ganadería
Hasta mediados del siglo XIX la economía de Horgen estuvo basada en la agricultura y la ganadería, especialmente en la elaboración de vinos y en producción de leche. Tras unos años de gran crecimiento de la industria viticultora hasta 1880, el negocio del vino se fue abandonando gradualmente hasta ser prácticamente abandonado en el primer cuarto del siglo XX, a causa de daños producidos por plagas y heladas, y por la competición de la nueva industria floreciente y la mina de carbón por la mano de obra. Actualmente (2015) las zonas rurales dedicadas a negocio agricultor y ganadero ocupan 427 ha en todo el municipio, principalmente en el suroeste de la autopista A3 (barrio de Horgenberg y adyacentes) y en el sudeste del municipio (zona de Rietwies).

### Minería
En el barrio de Käpfnach se encuentra una mina de lignito y marga actualmente cerrada, cuya explotación se encuentra documentada desde el siglo XVI, y que adquirió gran importancia entre mediados del siglo XIX hasta el primer cuarto del siglo XX. Con galerías que recorren 80 km, esta mina es la más grande de su tipo de toda Suiza. La explotación fue clausurada en los años 40 del siglo XX, abriéndose posteriormente al público un pequeño museo y un ferrocarril para visitantes de 1,4 km. 

### Industria
Desde el siglo XV hasta el siglo XVII en Horgen hubo instalaciones para el curtido de pieles, tintorería, seda, fragua, horno de cal y las primeras explotaciones de la mina de carbón. El negocio textil comienza a adquirir prominencia y adquiere gran importancia en el siglo XVIII, cuando da empleo a un 30% de la población, llegando a tener en el siglo XIX, con la llegada de la industrialización, hasta diez fábricas de seda. Esto dio a Horgen el sobrenombre de 'pequeño Lion', y propició la aparición y crecimiento de una industria anexa de proveedores de maquinaria industrial y componentes mecánicos de precisión, incluyendo marcas de referencia como Wanner, Grob, Stäubli, Schweiter Technologies o Oetiker. La internacionalización de estas empresas hizo que Horgen fuera sede de un consulado americano entre 1878 y 1895. La multinacional americana Dow Chemical tiene su oficina central europea en Horgen y estableció sus primeros laboratorios en el municipio en 1967.

### Servicios
Durante el siglo XX el énfasis económico se enfoca hacia el sector servicios: los principales empleadores de Horgen son bancos, gestoras de activos y capital, compañías de seguros, instituciones de investigación , así como centros de formación/proceso para bancos y empresas de tarjetas de crédito. Horgen tiene también una buena infraestructura hospitalaria, incluyendo un hospital público que abastece el lado izquierdo del lago de Zúrich (cone specialidades en medicina interna, cirugía, obstetricia, radiología, anestesia y urgencias 24 horas), varios centros y residencias de la tercera edad, un ambulatorio psiquiátrico y una clínica de medicina china, entre otros.

## Transportes
Horgen cuenta con una excelente ubicación y acceso a medios de transporte, incluyendo:
(a) Estaciones de tren de la compañía ferroviaria SBB:
- Horgen - See, con dos líneas de S-Bahn, la S8 y la S2 (esta última con conexión directa al aeropuerto de Zúrich).
- Horgen Oberdorf, con al línea S24.
- Sihlwald, con la línea S4.
- Silbrugg, afectada por u cambio de horarios en 2012/13, no ofrece servicio desde entonces.

(b) Autobuses de la compañía Zimmerberg, que conectan los diferentes barrios del municipio y parte de las poblaciones adyacentes.
(c) El ferry Horgen-Meilen de la compañía FHM para transporte de personas y vehículos entre el lado derecho e izquierdo del lago de Zúrich.
(d) Estación en Horgen de la línea de barcos y barcazas para pasajeros de la compañîa ZSG, que circulan desde el muelle de Bürkliplatz en Zúrich hasta la población de Rapperswil, en el otro lado del lago.
(e) La autopista A3 Zúrich-Chur cruza el municipio y tiene una incorporación en el sur de la ciudad.

## Personas célebres

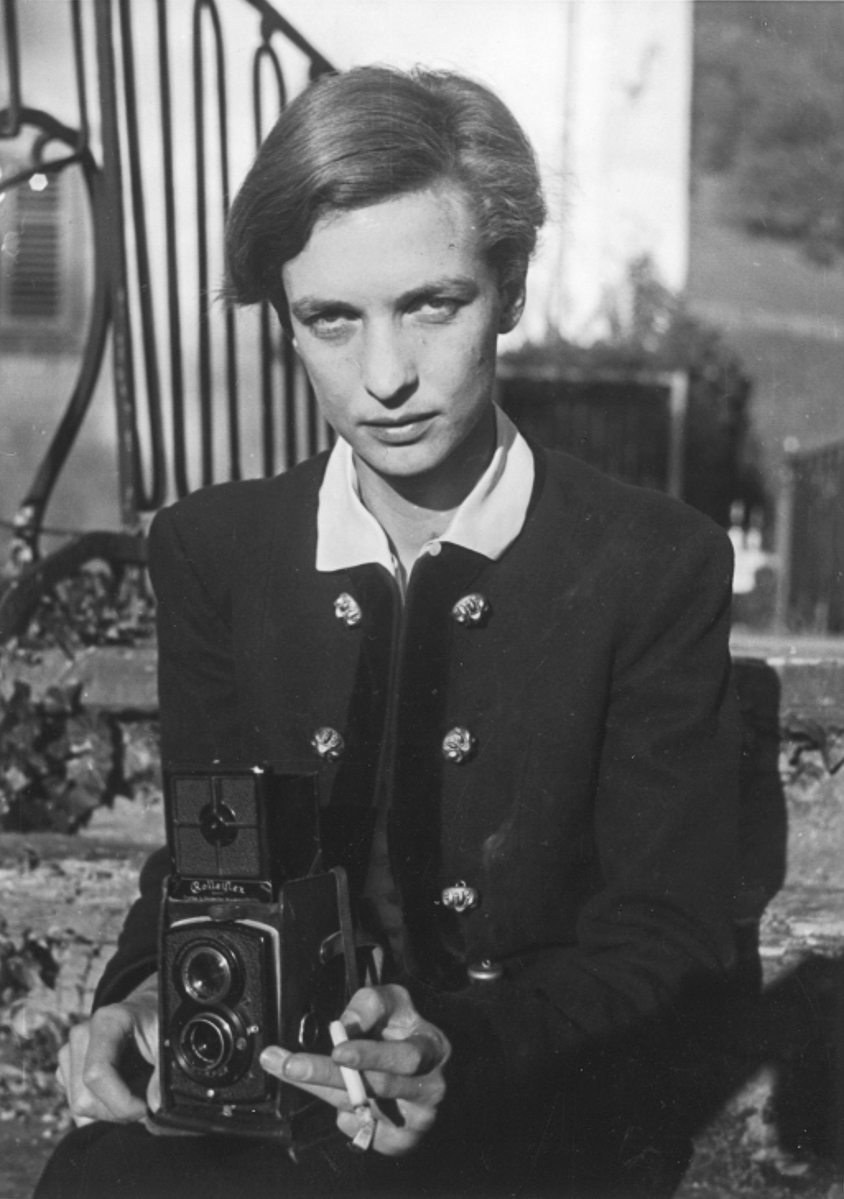

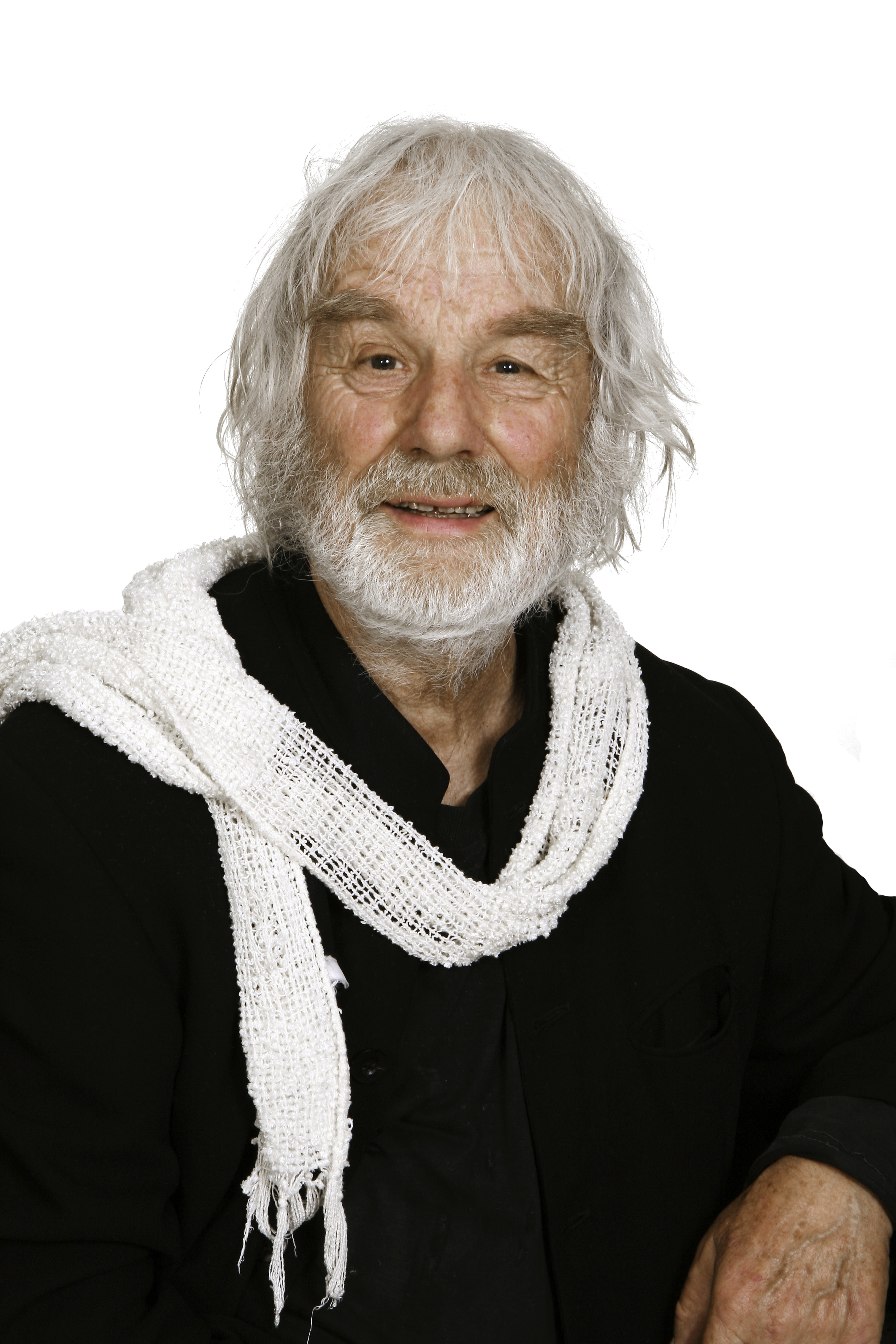

- Annemarie Schwarzenbach (1908-1942), novelista, filósofa, fotógrafa y periodista, hija de una notable familia de productores de seda, creció en Horgen.
- Elisabeth Feller (1910-1973), empresaria, benefactora de proyectos sociales y defensora de la igualdad femenina en el trabajo, dirige la empresa Feller AG desde los 21 años tras la muerte de su padre.[7]
- Adele Duttweiler (1892-1990), filántropa y mujer del empresario Gottlieb Duttweiler, nacida en Horgen.[8]
- Gerold Karl Schwarzenbach (1904-1978), químico inventor del EDTA. Nació y creció en Horgen.
- Ernst Sieber (1927-2018), cura reformista famoso por fundar la asociación benéfica SPS (Sozialwerke Pfarrer Sieber[9]) de ayuda a drogodependientes, enfermos, víctimas de la violencia y gente sin hogar. Nació y creció en Horgen.
- Hoyte van Hoytema (1971-), director de fotografía holandés-sueco, nacido en Horgen, con numerosa filmografía de éxito.[10]